# Ištarine dveri
Ištarine dveri (asirski: ܕܵܪܘܲܐܙܲܐ ܕܥܵܐܫܬܲܪ   translit: Darwaza D'Ishtar, arapski:بوابة عشتار) su osma kapija za unutrašnji grad Babilona, izrađena oko 575. pr. Kr. po naređenju kralja Nabukodonosora II. Grad je bio opasan dvostrukim zidom s osam velikih vrata od kojih su svaka bila posvećena jednom bogu, Ištarina su bila na sjevernoj strani grada, uz Baalov hram.
Bile su posvećene babilonskoj božici Ištar (sumerska Inanna), božici neba i zemlje, plodnosti, majčinstva, erotike, rata i mira. Dveri su sagrađene od plavo emajliranih opeka i redova od 575 bareljefa mušḫuššu (zmajevi ka simboli boga Marduka) i turova (bikovi kao simboli boga Adada). Krov i vrata dveri su napravljeni od cedrovine prema natpisu posvećenja. Kroz vrata je prolazio „Procesijski put” obilježen zidovima s naslikanim lavovima (simboli božice Ištar, oko 120 njih). Kroz njega su svake Nove godine vođeni kipovi božanstava. 
Kapija se isprva, zajedno s babilonskim zidinama, smatrala jednim od sedam svjetskih čuda, sve dok je nije zamijenio Svjetionik u Aleksandriji.
Rekonstrukcija Ištarinih dveri i procesijskog puta je napravljena u muzeju Pergama u Berlinu od materijala koje je iskopao Robert Koldewey. Iskopavanje je izvršeno u periodu 1902. – 1914. i tada je iskopano 15 m temelja. Rad na rekonstrukciji je dovršen 1930-ih i uključuje plaketu s natpisom. Visoka je 14 metara i široka 30 metara. 
Manju reprodukciju Ištarinih dveri je u Iraku dao sagraditi Saddam Husein kao ulaz u nikada dovršeni muzej Babilona.
- Fotografija ostataka dveri prilikom iskapanja 1930-ih
- Jedan od mušḫuššua s dveri
- Natpis kralja Nabukodonosora II.
- Replika Ištarinih dveri u Babilonu 2004. godine

## Vanjske poveznice
- Video of Pergamon Museum's Ishtar Gate
- Pictures of lion & dragon, Röhsska museum, Gothenburg